# 堀田あけみ
堀田 あけみ（ほった あけみ、1964年5月28日 - ）は、日本の作家、教育心理学者、椙山女学園大学国際コミュニケーション学部教授。結婚後の本名は小原朱美。

## 人物
愛知県海部郡七宝町（現在のあま市）出身。愛知県立中村高等学校、名古屋大学教育学部を経て、同大学院教育学研究科博士課程単位取得満期退学。
1981年、中村高校在学中に『1980アイコ十六歳』が文藝賞を受賞。最年少の受賞として話題となるとともに、映画化・コミック化もされた。
デビューが早かったこともあり、堀田の成長とともに作風が変遷したあとが読みとれる。初期の作品には、高校や大学を舞台としたものが多く見られ、登場人物一人一人の性格・心理が細かく描き分けられている。その後、恋愛をテーマにした作品が増えるが、「思い詰めるくらいに深く恋する女性」「どこか頼りない男性」が登場するものが多い。セリフの中によく名古屋弁を使っていたが、最近の作品では少なくなった。
夫は写真家の小原玲。長男マナト・次男カイト・長女コトコの、三児の母。うち、次男カイトは自閉症スペクトラム障害であり、『発達障害だって大丈夫』で紹介されている。この本の内容を中心に、『東海テレビ 社会人フェローの会』で講師として講演活動をしている。
2002年以降、オリジナルの小説は発表しておらず、研究者としての本業である発達心理学や、育児についてのエッセイ、もしくは小説創作指導をメインとするようになった。
2009年、椙山女学園大学の准教授となる。研究テーマは発達障害を持つ児童の言語発達。2015年、同大学の教授となる。

## 作品

### 小説
一部の作品は、文庫化の際に改題されている。
- 『1980アイコ十六歳』河出書房新社、1981（のち文庫）
- 『さくら日記』河出書房新社、1985（のち文庫）
- 『転がる石になれ』集英社文庫コバルトシリーズ、1987
- 『終わらない歌を歌おう』集英社文庫コバルトシリーズ、1988
  - 以上3作は、同じ登場人物による。
- 『フェアリーガール』河出書房新社、1986（のち文庫）
  - 「アイコ十六歳」の映画化の体験からインスパイアされた作品。
- 『煙が目にしみる』河出書房新社、1987（のち文庫）
  - 「アイコ十六歳」の主人公が脇役として登場する。
- 『Shout! 愛するために生まれた魂』集英社文庫コバルトシリーズ、1988.4
- 『イノセントガール』河出書房新社、1988.10（のち文庫）
  - 堀田自身はこの作品を、一つのターニングポイントと捉えているらしいことが、解説などから読みとれる。また、『Shout! 愛するために生まれた魂』との姉妹作品で、途中までのストーリー展開が非常に似ている。
- 『フェアリーボーイ』河出書房新社、1989（のち文庫）
- 『君は優しい心理学（サイコロジ－）』集英社文庫コバルトシリーズ、1989（『やさしさの法則』と改題、角川文庫）
  - 登場人物が1名のみ、下記「想い出にならない」「想い出させてあげよう」とだぶっている。
- 『愛をする人』角川書店、1990（のち文庫）
- 『ボクの憂鬱 彼女の思惑』河出書房新社、1990（のち文庫）
- 『あなたなんか』東京書籍、1990（のち角川文庫）
- 『想い出にならない』白泉社、1991（のち角川文庫）
- 『想い出させてあげよう』白泉社, 1995（のち角川文庫） 
  - 以上2作は、同じ登場人物による。
- 『われも恋う』角川書店、1991（のち文庫）
- 『花のもとにて』角川書店、1992（のち文庫）
- 『声が聞きたい』青峰社 1993（のち角川文庫）
- 『やさしい嘘が終わるまで』海越出版社 1993（のち角川文庫）
- 『イノセントデイズ』河出書房新社、1993
- 『銀の電車に乗るまでに』海越出版社 1994（『まほうの電車』と改題、角川文庫）
- 『少女びより』角川書店 1994（「恋愛びより」と改題して文庫）
- 『黄金の一滴』東京書籍、1994（『golden drop』と改題、角川文庫）
- 『唇の、することは』河出書房新社、1996
  - この「唇の、することは」は、堀田の作品の中でも、異色な雰囲気を持つ。
- 『あなたがそこにいるだけで』角川文庫 1996
- 『あなたの気持ち』角川書店 1996（のち文庫）
- 『花くらべ』海越出版社 1998 『花くらべ 尾張名古屋に咲く花は』日経文芸文庫
- 『もういないあなた』東京書籍 1999
- 『泣けてくるじゃない』角川文庫 2001
- 『恋に唄えば』角川文庫 2002

### 随筆
- 『あ・た・し天気になあれ』PHP研究所、1985
- 『とりあえずフツーの女の子講座 少女を知るための男の子の本』教育史料出版会, 1986
- 『好き!木曜日のワードプロセッサー』河出書房新社、1992
- 『星の数ほど愛想が尽きても』大和書房 1992
- 『それは年齢のせいじゃない』大和書房 1994
- 『親離れを考えたとき読む本』三笠書房 1998
- 『おかあさんになりたい』七賢出版 2000
- 『子育てのコツは公園で見つけた』大和出版 2001
- 『「おとうさん」の作り方 幸せな巣作りの術』海竜社 2002
- 『職場・恋人・友人・家族に「わかってもらえない」ときに読む本』海竜社 2004
- 『発達障害だって大丈夫 自閉症の子を育てる幸せ』河出書房新社、2007
- 『オーディオブックCD] 職場・恋人・友人・家族に「わかってもらえない」ときに読む本』海竜社、2008
- 『発達障害の君を信じてる--自閉症児、小学生になる』河出書房新社、2011

### 小原玲との共著
- 『マナティ夢の人魚』七賢出版、1996
- 『大草原のプレーリードッグ』七賢出版、1997
- 『氷の上のちっちゃな冒険〜アザラシのあかちゃん』角川文庫、2000
- 『White smile アザラシ赤ちゃんのひとりごと』ワニブックス 2002
- 『シマエナガちゃんの日々 ぼくはここにいるよ』ワニ・プラス, 2019.7 
  - 以上、小原玲による写真集に、堀田が短い小説を添えたものである。

### 共著
- 『ついスマホに頼ってしまう人のための日本語入門』村井宏栄共著　ナカニシヤ出版、2021